# Tenis stołowy na Igrzyskach Śródziemnomorskich 2005
Tenis stołowy na Igrzyskach Śródziemnomorskich 2005 odbywało się w dniach 29 czerwca – 3 lipca 2005 roku. Zawodnicy obojga płci rywalizowali w singlu i deblu w Pabellón de Deportes Máximo Cuervo.

## Podsumowanie

### Klasyfikacja medalowa
| Klasyfikacja medalowa | Klasyfikacja medalowa | Klasyfikacja medalowa | Klasyfikacja medalowa | Klasyfikacja medalowa | Klasyfikacja medalowa |
| Miejsce               | Państwo               | Złoto                 | Srebro                | Brąz                  | Razem                 |
| --------------------- | --------------------- | --------------------- | --------------------- | --------------------- | --------------------- |
| 1                     | Serbia i Czarnogóra   | 2                     | 0                     | 1                     | 3                     |
| 2                     | Włochy                | 1                     | 1                     | 2                     | 4                     |
| 3                     | Chorwacja             | 1                     | 1                     | 0                     | 2                     |
| 4                     | Francja               | 0                     | 1                     | 0                     | 1                     |
| 4                     | Hiszpania             | 0                     | 1                     | 0                     | 1                     |
| 6                     | Słowenia              | 0                     | 0                     | 1                     | 1                     |
| Razem                 | Razem                 | 4                     | 4                     | 4                     | 12                    |

### Medaliści
| Konkurencja                | 1. miejsce                                                     | 2. miejsce                                    | 3. miejsce                                    |
| -------------------------- | -------------------------------------------------------------- | --------------------------------------------- | --------------------------------------------- |
| Singel mężczyzn            | Yang Min                                                       | Roko Tošić                                    | Slobodan Grujić                               |
| Turniej drużynowy mężczyzn | Serbia i Czarnogóra · Slobodan Grujić · Aleksandar Karakašević | Hiszpania · He Zhiwen · Carlos Machado        | Słowenia · Saša Ignjatović · Bojan Tokić      |
| Singel kobiet              | Tamara Boroš                                                   | Wenling Tan Monfardini                        | Nikoleta Stefanova                            |
| Turniej drużynowy kobiet   | Serbia i Czarnogóra · Silvija Erdelji · Anamarija Erdelji      | Francja · Carole Grundisch · Laurie Phai-pang | Włochy · Laura Negrisoli · Nikoleta Stefanova |